# 卡瓦利爾岩
卡瓦利爾岩（英語：Cavalier Rock），是南極洲的岩石，位於阿德萊德島南部，處於阿德里亞索拉角西南面24公里，在1963年由英國南極名稱諮詢委員會命名，現時由南極條約體系管理。